# کریستین دی مزا
کریستین دی مزا (انگلیسی: Christian de Meza; ۱۴ ژانویهٔ ۱۷۹۲ – ۱۶ سپتامبر ۱۸۶۵) فرد نظامی اهل دانمارک بود.